# فاختانغ شانتوريشفيلي
فاختانغ شانتوريشفيلي (5 أغسطس 1993 في جورجيا - ) هو لاعب كرة قدم جورجي في مركز الوسط. لعب مع نادي دينامو تبليسي ونادي زستافوني وFC Norchi Dinamo Tbilisi ‏.

## وصلات خارجية
- فاختانغ شانتوريشفيلي على موقع الاتحاد الأوربي (الإنجليزية)
- فاختانغ شانتوريشفيلي على موقع قاعدة بيانات كرة القدم.إي يو (الإنجليزية)
- فاختانغ شانتوريشفيلي على موقع ناشيونال فوتبول تيمز (الإنجليزية)
- فاختانغ شانتوريشفيلي على موقع Soccerway.com (الإنجليزية)
- فاختانغ شانتوريشفيلي على موقع AS.com (الإسبانية)